# Molde Fotballklubb 2005
Questa voce raccoglie le informazioni riguardanti il Molde Fotballklubb nelle competizioni ufficiali della stagione 2005.

## Rosa
| N. |                      | Ruolo | Calciatore           |
| -- | -------------------- | ----- | -------------------- |
| 1  | Norvegia (bandiera)  | P     | Knut Dørum Lillebakk |
| 2  | Norvegia (bandiera)  | D     | Martin Høyem         |
| 3  | Svezia (bandiera)    | D     | Marcus Andreasson    |
| 4  | Finlandia (bandiera) | D     | Toni Kallio          |
| 5  | Norvegia (bandiera)  | D     | Øyvind Gjerde        |
| 6  | Norvegia (bandiera)  | C     | Daniel Berg Hestad   |
| 7  | Norvegia (bandiera)  | C     | Thomas Mork          |
| 8  | Norvegia (bandiera)  | C     | Dag Roar Ørsal       |
| 9  | Canada (bandiera)    | A     | Rob Friend           |
| 10 | Norvegia (bandiera)  | C     | Stian Ohr            |
| 11 | Norvegia (bandiera)  | C     | Tommy Eide Møster    |
| 12 | Norvegia (bandiera)  | P     | Lars Ivar Moldskred  |
| 14 | Norvegia (bandiera)  | C     | John Andreas Husøy   |

| N. |                     | Ruolo | Calciatore                |
| -- | ------------------- | ----- | ------------------------- |
| 15 | Norvegia (bandiera) | C     | Petter Rudi               |
| 16 | Norvegia (bandiera) | D     | Erlend Ormbostad          |
| 17 | Norvegia (bandiera) | D     | Trond Strande             |
| 18 | Norvegia (bandiera) | C     | Øyvind Gram               |
| 19 | Norvegia (bandiera) | D     | Knut Olav Rindarøy        |
| 20 | Norvegia (bandiera) | A     | Kai Røberg                |
| 21 | Norvegia (bandiera) | A     | Johan Nås                 |
| 23 | Norvegia (bandiera) | D     | Torgeir Ruud Ramsli       |
| 24 | Slovenia (bandiera) | D     | Matej Mavrič              |
| 25 | Slovenia (bandiera) | C     | Mitja Brulc               |
| 26 | Senegal (bandiera)  | A     | Madiou Konate             |
| 33 | Norvegia (bandiera) | D     | Petter Christian Singsaas |
| –– | Svezia (bandiera)   | C     | Magnus Kihlberg           |

## Risultati

### Campionato

#### Girone di andata
| Arbitro: | Sandmoen |

|                          |           |  |
| Scharner 31’ Winters 63’ | Marcatori |  |

| Arbitro: | Skjerven (Kaupanger) |

|  |           |           |
|  | Marcatori | 31’ Garba |

| Arbitro: | Berntsen (Vang) |

|              |           |                                         |
| Kihlberg 42’ | Marcatori | 62’ Berre 70’ Fredheim Holm 73’ Johnsen |

| Arbitro: | Alapnes |

|                                                                         |           |              |
| Leonhardsen 21’ Mikel 38’ Sørensen 68’ Larsen 84’ Tessem 87’ 90’ (rig.) | Marcatori | 30’ Kihlberg |

| Arbitro: | Edvartsen (Hamar) |

|                   |           |          |
| Ohr 4’ Friend 81’ | Marcatori | 22’ Årst |

| Arbitro: | Sandmoen |

|                             |           |                               |
| Mambo Mumba 13’ Kopteff 75’ | Marcatori | 6’ Ohr 85’ Kihlberg 87’ Ørsal |

| Arbitro: | Øvrebø (Oslo) |

|                     |           |                         |
| Kallio 1’ Husøy 54’ | Marcatori | 80’ Mbaye 88’ Moldskred |

| Arbitro: | Sandmoen |

|            |           |            |
| Strand 37’ | Marcatori | 72’ Friend |

| Arbitro: | Sandmoen |

|            |           |          |
| Friend 77’ | Marcatori | 88’ Berg |

| Arbitro: | Øvrebø (Oslo) |

|                            |           |            |
| Nilsson 30’ de Ornelas 42’ | Marcatori | 46’ Kallio |

| Arbitro: | Krokdal |

|                              |           |                   |
| Friend 24’ Mavrič 90’ (rig.) | Marcatori | 77’ (aut.) Mavrič |

| Arbitro: | Alapnes |

|                                                |           |            |
| Michaelsen 18’ 44’ (rig.) Dokken 75’ Olsen 77’ | Marcatori | 63’ Friend |

| Arbitro: | Øvrebø (Oslo) |

|                              |           |  |
| Mavrič 26’ (rig.) Konate 86’ | Marcatori |  |

#### Girone di ritorno
| Arbitro: | Alseth (Stjørdal) |

|                             |           |             |
| Ohr 14’ Rudi 19’ Kallio 53’ | Marcatori | 51’ Winters |

| Arbitro: | Ditlefsen |

|              |           |  |
| Pedersen 71’ | Marcatori |  |

| Arbitro: | Moen (Haugesund) |

|                                     |           |         |
| Grindheim 26’ Brocken 35’ Gashi 64’ | Marcatori | 56’ Ohr |

| Arbitro: | Sælen (Bergen) |

|          |           |                                  |
| Mork 36’ | Marcatori | 73’ 86’ Huusko 90’ (rig.) Tessem |

| Arbitro: | Olsen (Trondheim) |

|                     |           |         |
| Kibebe 13’ Årst 77’ | Marcatori | 22’ Ohr |

| Arbitro: | Sandmoen |

|        |           |                          |
| Ohr 3’ | Marcatori | 49’ Nhleko 58’ Østenstad |

| Arbitro: | Sandmoen |

|           |           |                                           |
| Aarøy 69’ | Marcatori | 37’ Møster 49’ Strande 76’ Ohr 90’ Konate |

| Arbitro: | Sandmoen |

|                                                      |           |              |
| Berg Hestad 2’ Mavrič 45’ (rig.) Friend 70’ Rudi 73’ | Marcatori | 53’ Stensaas |

| Arbitro: | Sælen |

|                        |           |  |
| Brattbakk 1’ Olsen 27’ | Marcatori |  |

| Arbitro: | Olsen (Trondheim) |

|                                               |           |  |
| Andreasson 13’ Friend 18’ 44’ Rudi 65’ (rig.) | Marcatori |  |

| Arbitro: | Krokdal |

|          |           |                 |
| Wiig 83’ | Marcatori | 42’ Berg Hestad |

| Arbitro: | Alapnes |

|                 |           |          |
| Berg Hestad 59’ | Marcatori | 24’ Haug |

| Arbitro: | Berntsen (Vang) |

|                             |           |                |
| Koren 26’ (rig.) Strand 76’ | Marcatori | 77’ 90’ Friend |

#### Qualificazioni per la Tippeligaen 2006
| Arbitro: | Skjerven (Kaupanger) |

|                                    |           |                               |
| Fredriksen 7’ Michelsen 67’ (rig.) | Marcatori | 16’ Andreasson 39’ 42’ Konate |

| Arbitro: | Hauge (Bergen) |

|                       |           |  |
| Friend 61’ Mavrič 74’ | Marcatori |  |

### Coppa di Norvegia
| Arbitro: | Moen |

|  |           |                                                                |
|  | Marcatori | 30’ 78’ Mavrič 35’ 45’ 65’ Møster 55’ Husøy 60’ Ørsal 87’ Hoås |

| Arbitro: | Jakobsen |

|           |           |                            |
| Sisic 27’ | Marcatori | 26’ Brulc 38’ (rig.) Ørsal |

| Arbitro: | Hafsås |

|                           |           |                         |
| Friend 15’ Møster 54’ 89’ | Marcatori | 33’ Storbæk 82’ Teberio |

| Arbitro: | Staberg |

|                 |           |                             |
| Sakariassen 27’ | Marcatori | 7’ (rig.) Mavrič 45’ Friend |

| Arbitro: | Sandmoen |

|             |           |            |
| Ohr 31’ 69’ | Marcatori | 18’ Occean |

| Molde 22 settembre 2005, ore 19:00 CEST Semifinale | Molde     | 1 – 0 referto | Hønefoss | Molde Stadion (6.925 spett.) |
| \| \| \| \| \| Berg Hestad 74’ \| Marcatori \| \|  |           |               |          |                              |
|                                                    |           |               |          |                              |
| Berg Hestad 74’                                    | Marcatori |               |          |                              |

| Arbitro: | Sandmoen |

|                         |           |                                             |
| Mouelhi 46’ Sundgot 90’ | Marcatori | 25’ Friend 65’ Konate 94’ Hestad 119’ Husøy |